# 董铮
董铮（1979年—），前中国足球协会官员。

## 生平
1979年，董铮出生，后来毕业于北京外国语学院（今北京外国语大学）英语系。
2002年，董铮进入中国足球协会（中国足协）外事部。同年担任中国国家男子足球队韩日世界杯代表团翻译员以及中国足协欧洲选帅小组翻译员。2002年至2004年，他还担任中国男足主教练阿里·哈恩翻译员。2004年至2007年，董铮在中国足协国管部工作。2007年，董铮担任中国国家女子足球队世界杯中国组委会开发部副部长。2008年，董铮调任中国男足国家队赛事协调员。2009年至2010年，董铮出任国际足球联合会、亚洲足球联合会比赛监督。
2010年9月，董铮调任中国福特宝足球产业发展公司副总经理。
2018年2月28日，中超联赛有限责任公司宣布中超公司总经理董铮担任董事。

### 落马
2023年3月29日，董铮涉嫌严重违法，目前正接受中央纪委国家监委驻国家体育总局纪检监察组和湖北省监委监察调查。
于洪臣是继中国国家男子足球队主教练李铁、中国足球协会原秘书长刘奕、中国足球协会常务副秘书长兼国管部部长陈永亮、中国足球协会主席兼党委副书记陈戌源、中国足球协会纪律委员会主任王小平、中国足球协会竞赛部部长黄松、中国足球协会主席副主席于洪臣之后落马的中国足球协会第七位高层官员。2017年，有人向驻国家体育总局纪检组举报于洪臣的财务问题和违规收礼问题，但是遭到辟谣。

### 判刑
2024年1月30日，董铮出庭受審。2024年3月26日，董铮被湖北省松滋市人民法院以受贿罪判处董铮有期徒刑8年。